# سحابی هلالی
سحابی هلال یا سحابی هلالی یا ان‌جی‌سی ۶۸۸۸ یک سحابی گسیلشی در صورت فلکی ماکیان است و حدود ۵ هزار سال نوری از ما فاصله دارد

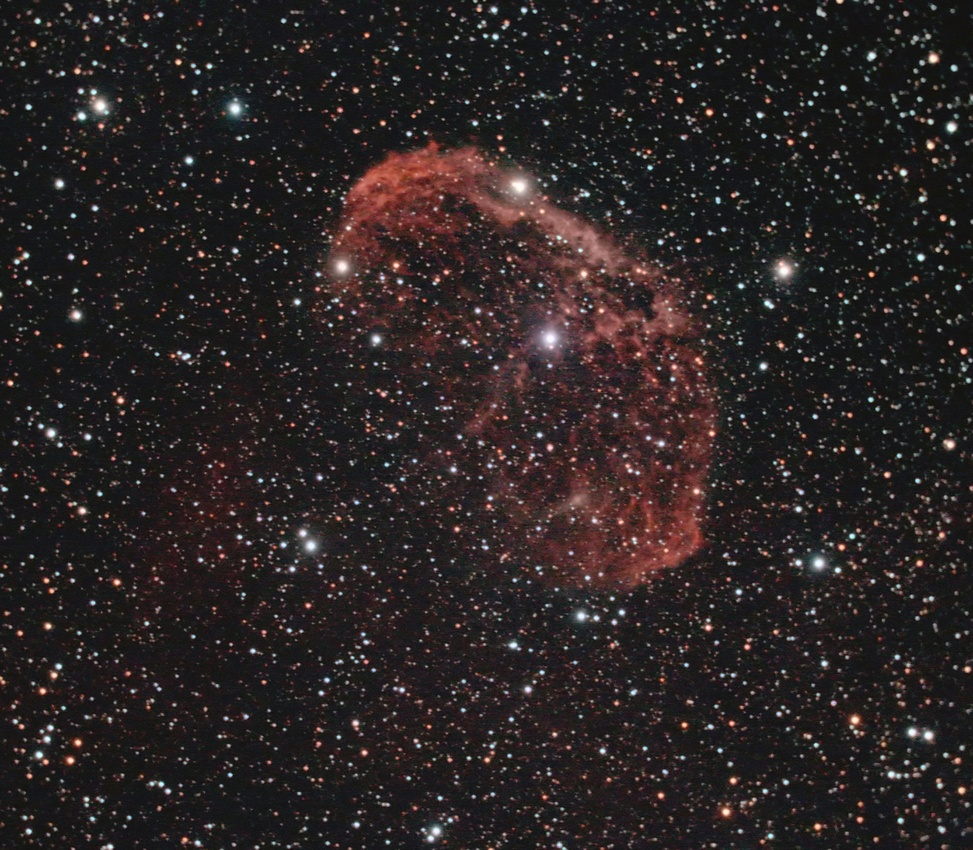
تصویر آماتوری از NGC 6888 9.25-inch تلسکوپ اشمیت-کاسگرین, Digital SLR